# 210435 Pollackmihaly
210435 Pollackmihaly este o planetă minoră (asteroid), cu un diametru de 6,007 km, din centura de asteroizi. A fost descoperită pe 28 decembrie 2008 la Piszkéstetői Obszervatórium⁠(d) de Krisztián Sárneczky⁠(d). 
Obiectul prezintă o orbită caracterizată de o semiaxă mare de 3,1126611684416 UAi, o excentricitate de 0,03212566415933, o înclinație de 15,35400305856 ° în raport cu ecliptica.